# Blankenburg auf Schönegg
Die Blankenburg auf Schönegg oder Alt-Burgistein ist die Ruine einer mittelalterlichen Höhenburg aus dem 11. Jahrhundert. Die Ruine und befindet sich in der Schweizer Gemeinde Burgistein im Kanton Bern.

## Lage und Beschreibung
Die Burg wurde auf einem Hügel im Gürbetal errichtet.
Der Schildwall ist auch heute noch deutlich zu erkennen und auch einige Mauerreste sind erhalten. Auch der innere Burggraben ist gut erhalten, wogegen der äussere Graben nur noch teilweise erkennbar ist. 
Auf der gegenüberliegenden Hügelkette, dem Bühlhölzli, ist ein aus dem Frühmittelalter stammendes Erdwerk ebenfalls noch zu erkennen. Ob und wie die beiden Bauwerke in Verbindung standen, ist nicht bekannt.

## Geschichte
Über die Blankenburg liegen keine gesicherten Angaben vor. Bekannt ist, dass um 1260 die Herrschaft Burgistein von Jordan von Thun gegründet wurde, dessen Nachkommen sich von Burgistein nannten.
Die Burg wurde im Laufe des 14. Jahrhunderts aufgelassen.